# رازبورای دم‌قیچی بزرگ
رازبورای دم‌قیچی بزرگ (نام علمی: Rasbora caudimaculata)، گونه‌ای از پرتوبالگان از جنس رازبورا است. بومی نهرهای جنگلی مالزی، اندونزی و حوزه پایین دست رود مکونگ است.

## ویژگی‌های زیستی
این گونه یک راسبورای بزرگ است که می‌تواند به طول کل ۱۵ برسد سانتی‌متر (۶ اینچ) رشد کند. از نظر ظاهری شبیه به رازبورای دم قیچی است، تفاوت دو گونه یکی در علامت نارنجی تا قرمز در هر لوب باله دمی است، درست پیش از علامت سیاه روی لوب‌های باله، و دیگری اندازه بزرگتر این گونه است. باله پشتی روی بعضی از این گونه نیز ممکن است دارای علامت نارنجی روشن باشد.

## زیستگاه
این گونه شناگری سریع و سازگار است، قادر به زندگی در جویبارهای جنگلی با جریان سریع با کف شنی یا صخره ای، یا حتی زیستگاه‌هایی با آب ساکن و سیاه مانند رودخانه‌های باتلاقی با بستری از ذغال سنگ نارس است. در اکثر این زیستگاه‌ها، پر از گیاهان یا تکه چوبهای غوطه ور است که به عنوان مخفیگاهی برای دور ماندن از شکارچیان استفاده می‌شود، ماهی‌های نابالغ حتی در نزدیکی بخش رودخانه جایی که درختان رشد می‌کنند، ثبت شده‌اند.